# Eisothistos anomala
Eisothistos anomala là một loài chân đều trong họ Expanathuridae. Loài này được Kensley miêu tả khoa học năm 1980.